# Nidwaldner Haarschnecke
Die Nidwaldner Haarschnecke (Raeticella biconica, veraltet auch Trochulus biconicus oder Trichia biconica) ist eine Schneckenart aus der Familie der Laubschnecken in der Ordnung der Landlungenschnecken (Stylommatophora).

## Merkmale
Das Gehäuse ist spindelförmig und hat einen Durchmesser von fünf bis sechs Millimeter und eine Dicke von 2,5 bis 3,5 Millimeter. Die Schale ist blass braun.

## Geographisches Vorkommen, Lebensraum und Lebensweise
Das Verbreitungsgebiet der Schnecke ist sehr begrenzt, sie kommt vor allem in einem sehr kleinen Gebiet rund um die Bannalp (Gemeinde Wolfenschiessen im Kanton Nidwalden) und bei Engelberg (Kanton Obwalden) sowie zum Teil auch oberhalb des Urnersees vor. Im Einzelnen wurden 2007 Populationen an folgenden Bergen festgestellt:
- im Kanton Obwalden: am Ruchstock, am Hanghorn, am Huetstock, auf der Nordseite des Widderfeld Stocks und am Barglen
- im Kanton Nidwalden: am Schwalmis, am Gross Walenstock, am Laucherenstock, an der Nordseite des Brisengebietes, oberhalb des Münggenstöckli, auf dem Schienberg, am Laucherengrat, an den Hasenstöcken und zwischen dem Gross und Chli Sättelistock
- im Kanton Uri: am Uri Rotstock, am Chli Schlieren, am Wissberg, am Surenenpass, auf dem Hoh Brisen und beim Wild Alpeli

Die Schnecke kann nur auf einer Höhe von 2000 bis 2570 m ü. M. überleben. Wegen des Temperaturanstiegs durch den Klimawandel weicht die Nidwaldner Haarschnecke in höher gelegene Gegenden aus. Im Verbreitungsgebiet sind die Bergspitzen jedoch meist nur etwa 300 Meter höher, so dass das Ausweichmanöver bald enden wird. An den am tiefsten gelegenen Fundorten aus den 1980er Jahren werden heute keine Nidwaldner Haarschnecken mehr gefunden. Für den Fall, dass sich der Lebensraum der Haarschnecke weiter nach oben verschieben wird, gibt es Überlegungen, die Tiere umzusiedeln oder einige Exemplare in einen Zoo zu bringen.
Die Landschnecke lebt die meiste Zeit versteckt unter flachen Steinen, insbesondere in ruhendem Kalkschutt, an Hangkanten oder Hangkuppen, Grat- und Gipfellagen sowie Felsköpfen und Felstreppen.

## Synonymie und Nomenklatur
Erstmals beschrieben wurde die Nidwaldner Haarschnecke von Leo Eder auf der Bannalp. Nach einzelnen Funden in den Jahren 2004 bis 2006 hat der Nidwaldner Biologe Markus Baggenstos 2007 in einem Projekt die Verbreitungsgebiete und Populationsdichte der Schneckenart festgehalten. Umfassende genetischen und morphologische Untersuchungen zeigten, dass die Nidwaldner Haarschnecke die Schwestergruppe zu den Haarschnecken der Gattung Trochulus darstellt. Sie wurde daher in eine eigene Gattung Raeticella gestellt.